# Küppersmühle (Embken)
Die Küppersmühle stand südöstlich von Embken im Kreis Düren in Waldnähe.
Die Mühle erhielt ihr Wasser vom Neffelbach.
Die im Jahre 1808 erstmals erwähnte Mühle hatte ein oberschlächtiges Wasserrad und zwei Mahlgänge. Besitzer war ein Gottfried Küpper zu Embken. 1838 wird ein Mathias Wilhelm Küpper als Eigentümer genannt und die Mühle hatte nur noch ein Mahlwerk und eine Ölpresse im Wechselwerk.